# Luna Rival
Luna Rival (Dijon, 24 de enero de 1997) es una actriz pornográfica y modelo erótica francesa.

## Biografía
Rival nació en enero de 1997 en la ciudad de Dijon, en la región francesa de Borgoña. Inició en un principio estudios de hostelería, pero se sintió prontamente atraída por el mundo del cine X, por lo que entró en la industria pornográfica en septiembre de 2015, cuando apenas había cumplido los 18 años.
Ha desarrollado su carrera como actriz en producciones de la compañía francesa Marc Dorcel Fantasies, para la que ha grabado películas como La Fleuriste, Obedient Wives o Ines Escort Deluxe.
También ha trabajado para 3rd Degree, Hustler, Legal Porno, Girlfriends Films, Kink.com, Brazzers, Evil Angel, Reality Kings o con Private, con la que grabó Private Gold 203: Yoga Is the New Sexy, Anal Innocence 2, Hot Hitchhickers o Tattoo Fever.
Hasta la actualidad, ha rodado más de 470 películas.

## Premios y nominaciones
| Año  | Ceremonia                   | Resultado | Premio                                                        | Trabajo          |
| ---- | --------------------------- | --------- | ------------------------------------------------------------- | ---------------- |
| 2018 | Spank Bank Awards           | Nominada  | Bionic Butthole                                               | —                |
| 2018 | Spank Bank Awards           | Nominada  | European Enchantress of the Year                              | —                |
| 2018 | Spank Bank Awards           | Nominada  | POV Perfectionist of the Year                                 | —                |
| 2018 | Spank Bank Awards           | Nominada  | Triple Anal Pundit                                            | —                |
| 2018 | Spank Bank Awards           | Nominada  | Double Pussy Precisionist                                     | —                |
| 2018 | Spank Bank Technical Awards | Ganadora  | France's Greatest Gift to the USA Since The Statue of Liberty | —                |
| 2019 | Premios XRCO                | Nominada  | Artista femenina extranjera del año                           | —                |
| 2019 | Spank Bank Awards           | Ganadora  | Best Smile                                                    | —                |
| 2019 | Spank Bank Awards           | Nominada  | European Enchantress of the Year                              | —                |
| 2019 | Spank Bank Awards           | Nominada  | Golden Shower Goddess of the Year                             | —                |
| 2019 | Spank Bank Awards           | Nominada  | Life Sized Human Hand Puppet                                  | —                |
| 2019 | Spank Bank Awards           | Nominada  | Two Peas in a Pod                                             | —                |
| 2019 | Spank Bank Technical Awards | Ganadora  | Monet-esque MaSSterpiece                                      | —                |
| 2020 | Premios AVN                 | Nominada  | Mejor escena de sexo anal en producción extranjera            | I Want Them Both |